# Karen Duve
Karen Duve (Amburgo, 16 novembre 1961) è una scrittrice tedesca vincitrice di diversi premi letterari in Germania. Alcune delle sue opere sono state tradotte in molte lingue.

## Biografia
Cresciuta ad Amburgo nel quartiere di Lemsahl-Mellingstedt completò la scuola secondaria nel 1981. Dal 1983 per diversi anni svolse lavori temporanei, tra i quali tassista nel turno di notte per 13 anni ad Amburgo e correttore di bozze per una rivista. Contemporaneamente si cimentava nella produzione letteraria, conseguendo nel 1991 il suo primo premio e diventando scrittrice freelance dal 1996. 
Nel 1999 pubblicò il suo primo romanzo di successo, Regenroman , che è stato tradotto in molti paesi. Nel 2009 si è trasferita in una fattoria presso Märkische Schweiz nel Brandeburgo.

## Opere
Ha pubblicato racconti, romanzi, saggi ed articoli per giornali e riviste. Alcuni dei suoi romanzi sono stati tradotti in: danese, ebraico, francese, greco, inglese, italiano, lituano, olandese, norvegese, spagnolo, svedese e ungherese.
Per l'elenco delle opere in lingua originale si rimanda al catalogo della Biblioteca Nazionale Tedesca.

### Libri tradotti in lingua italiana
- Romanzo della pioggia, G. Rovagnati (traduttore), Narratori stranieri Bompiani,  p. 275, ISBN 978-8845254758.

Titolo originale (DE) Regenroman, 1999.
- Taxi, R. Cravero (traduttore), Neri Pozza, 2010,  p. 319, ISBN 978-8854503458.

Titolo originale (DE) Taxi, 2008.
- La più pallida idea, S. Buttazzi (traduttore), Comma 22, 2009,  p. 156, ISBN 978-8888960685.
- Il giorno in cui decisi di diventare una persona migliore. Un esperimento su se stessi, Francesco Porzio (traduttore), 1ª ed., Milano, Neri Pozza, 2012,  p. 292, ISBN 978-8854505490.

Titolo originale (DE) Anständig Essen. Ein Selbstversuch, 2011.

### Sinossi di alcune opere

#### Il giorno in cui decisi di diventare una persona migliore. Un esperimento su sé stessi
È un romanzo in forma di diario rivolto ai lettori che tratta le questioni dell'animalismo e dell'ecologismo.
Ambientato nel Brandeburgo tra gli anni 2009 e 2010, racconta l'esperimento di cambiamento che la narratrice compie per dieci mesi alla ricerca di una dieta e uno stile di consumi più ecocompatibili. Passando dall'alimentazione da agricoltura biologica al vegetarianismo, al veganismo ed infine al fruttarismo, essa maturerà una coscienza nuova e una metamorfosi dei propri costumi. La storia è poi lo spunto per la divulgazione di dati, concetti, informazioni e opinioni. Sugli impatti che l'alimentazione onnivora e le relative industrie dell'allevamento e alimentare hanno sopra l'ecosistema, la qualità della vita degli animali e la salute dei consumatori. Sulle questioni filosofiche ed etiche legate all'antropocentrismo e allo specismo.
Per quest'opera l'autrice ha ricevuto una "Nomina nella categoria Fiction/Essays del Premio della Fiera del Libro di Lipsia" nel 2011.

## Premi
1. 1991 "Dr.-Hartwig-Kleinholz-Preis für junge Prosa der Stadt Arnsberg"
2. 1994 "Open mike literaturpreis der Literaturwerkstatt Berlin"[5]
3. 1995 "Bettina-von-Arnim-Preis"[6]
4. 1996 "Gratwanderpreis"
5. 1997 "Stipendium des Heinrich-Heine-Hauses der Stadt Lüneburg"[7][8]
6. 2001 "Literatur-Förderpreis Hamburg"[9][10]
7. 2004 "Friedrich-Hebbel-Preis"[11][12]
8. 2005 Mitglied der Freien Akademie der Künste Hamburg (2008 Austritt)
9. 2008 "Longlist zum Deutschen Buchpreis" mit Taxi[13][14]
10. 2008 "Hubert-Fichte-Preis der Stadt Hamburg"[15]
11. 2011 "Nominierung für den Preis der Leipziger Buchmesse" mit Anständig essen[16][17]